# Les Raisins de la mort
Pour plus de détails, voir Fiche technique et Distribution.
Les Raisins de la mort est un film d'horreur français réalisé par Jean Rollin en 1978. Il s'agit d'un des premiers films de zombies français, voire peut-être du tout premier.

## Synopsis
Durant une brumeuse journée d'automne, une jeune femme du nom d'Elisabeth se rend dans les Cévennes pour retrouver son fiancé, Michel, lequel dirige une exploitation viticole à Roublès, un petit village de la région. Alors que le train qui l'emporte vient de pénétrer dans le massif montagneux, elle voit soudain s'introduire dans son compartiment un homme au regard fou et au visage rongé par une sorte d'horrible ulcère, lequel tente de l'agresser. Épouvantée, Elisabeth tire le signal d'alarme et s'enfuit dans la campagne environnante, jusqu'à une ferme isolée où elle est accueillie très froidement par un paysan revêche et sa fille qui paraît remplie de crainte. À sa grande frayeur, notre héroïne constate bientôt que son hôte porte lui aussi une plaie purulente, mais à la main. Malgré son attitude menaçante, il accepte de l'héberger pour un temps. Cependant, à peine Elisabeth est-elle installée dans une chambre que la fille du paysan lui enjoint immédiatement de repartir, l'avertissant avec panique que, depuis quelque temps, son père a développé une terrifiante maladie, une sorte de lèpre accompagnée de violents accès de fureur le poussant à commettre des meurtres. À peine a-t-elle d'ailleurs dit ces mots que le campagnard surgit devant elle, furieux de cette révélation, et qu'il la tue à coups de fourche. Toutefois, Elisabeth réussit à lui échapper et elle s'enfuit de nouveau, cette fois grâce à une voiture qu'elle a trouvée dans la cour de la ferme. Après une heure de route, l'automobile tombe en panne aux abords d'un village en ruine. Là, Elisabeth parvient à tuer un autre contaminé, un jeune homme au front gangrené qui avait voulu se jeter sur elle, puis elle se résout à continuer son périple à pied, jusqu'à ce qu'elle trouve de l'aide dans une quelconque agglomération.
Errant sur les hauts-plateaux des Cévennes, elle ne tarde pas à rencontrer Lucie, une jeune handicapée mentale aveugle qui lui explique qu'elle a fui son village situé non loin de là, parce qu'il s'y était produit un événement à la fois terrifiant et inexplicable pour elle, une sorte de panique collective. Intriguée et croyant enfin trouver du secours, Elisabeth l'aide à rentrer chez elle, mais lorsque les deux femmes arrivent enfin au village, elles ne découvrent qu'un lieu ravagé aux rues jonchées de cadavres, comme si l'on y avait perpétré un grand massacre. Sur ces entrefaites, la nuit tombe. Se résignant à rester quand même jusqu'à l'aube dans cet endroit sinistre, Elisabeth raccompagne Lucie jusqu'à sa maison (où règne le plus grand désordre), mais, à ce moment précis, des bâtiments du village sortent soudain de vastes groupes de contaminés aux yeux hagards, la peau rongée de plaies suintantes, lesquels se précipitent avec agressivité vers les deux jeunes femmes. Très vite, Lucie est capturée et tuée. Quant à Elisabeth, elle est sauvée in extremis par une grande femme blonde qui s'est barricadée dans l'ancienne demeure du maire du village. Extérieurement, elle paraît normale, mais son comportement comme ses propos ne laissent pas d'être bizarres. Malgré une légère appréhension à son égard, Elisabeth la convainc de l'aider à quitter ce village maudit et de la protéger jusqu'à ce que toutes deux trouvent enfin des secours, ce que l'autre accepte volontiers. À peine sont-elles ressorties de la maison qu'Elisabeth s'aperçoit que son hôtesse est elle aussi une contaminée : seulement, elle n'a développé que les symptômes neurologiques de la maladie et ne porte aucune lésion cutanée. L'empoignant avec force pour qu'elle ne puisse pas se défendre, elle la livre aux villageois complètement fous qui commencent à la torturer. Cependant, au même moment déboule dans le village un camion conduit par deux paysans en parfaite santé, Pierre et Paul. Ils ont fui leur exploitation où leurs camarades étaient atteints de la même "rage lépromateuse" et, comme Elisabeth, ils sillonnent les Cévennes pour essayer d'échapper aux contaminés. Abattant les enragés à coups de fusil, ils sauvent notre héroïne, mais leur camion est détruit par la grande femme blonde, laquelle, dans un accès de folie furieuse, y met le feu et provoque son explosion (causant ainsi sa propre mort). Les trois compagnons se retrouvent donc contraints de déguerpir à pied. Lorsqu'ils se sont enfin mis en sûreté, Elisabeth apprend de ses deux acolytes qu'ils connaissent l'emplacement du vignoble de Roublès. Comme elle veut à tout prix revoir Michel, son fiancé, et surtout savoir s'il a aussi été touché par cette épidémie, elle les convainc de l'emmener jusque-là.
Dès le lever du jour, le trio reprend sa marche. Après une journée sur des chemins déserts, il arrive enfin à l'exploitation viticole de Roublès, laquelle semble parfaitement vide, comme abandonnée précipitamment. Découvrant un téléphone en état de marche, Pierre et Paul appellent la gendarmerie qui leur promet de leur envoyer un hélicoptère pour les conduire dans un lieu sûr. De son côté, Elisabeth explore les bâtiments silencieux et elle y aperçoit soudain Michel, complètement enragé et le visage atrocement défiguré. Toutefois, en la voyant, il redevient partiellement lucide et, malgré sa souffrance, il lui explique la cause de l'horrible épidémie qui ensanglante les Cévennes. Pour améliorer leurs rendements, les dirigeants du vignoble de Roublès avaient décidé de traiter leurs vignes avec un nouveau pesticide. Ce dernier était un poison dont l'ingestion entraînait une folie meurtrière doublée de nécroses cutanées. Passant dans le vin produit avec les grappes ainsi traitées, il a contaminé les habitants de toute la région, engendrant de la sorte le cauchemar auquel a assisté la jeune femme. À cet instant, Paul intervient, anxieux de ne plus trouver Elisabeth. Dès qu'il l'aperçoit, Michel est repris par sa rage et tente de le tuer, ce qui oblige le paysan à l'abattre. Mal lui en prend. Rendue folle de douleur et de désespoir par le trépas de son fiancé - lequel s'ajoute à toutes les épreuves qu'elle a endurées -, Elisabeth le tue à son tour, avant de descendre également Pierre qui était parti à la recherche de son ami. Elle bascule ensuite dans le délire, incapable de mesurer la gravité de ce qu'elle a commis.

## Fiche technique
- Autre titre : Pesticide
- Réalisation : Jean Rollin
- Scénario : Jean Rollin et Jean-Pierre Bouyxou
- Dialogues : Jean Rollin et Christian Meunier
- Directeur de la photographie : Claude Becognée
- Prise de son : Henri Humbert et Claude Panier
- Montage : Christian Stoïanovich et Dominique Saint-Cyr
- Effets spéciaux : Alfredo Tiberi, Raphaël Maronjiu et Yannick Josse
- Musique : Philippe Sissmann
- Sociétés de production : Rush Production, Off Production et les Films ABC.
- Producteurs : Claude Guedj et Jean-Marc Ghanassia
- Distribution : Rush Distribution
- Pays de production :  France
- lieux de tournage : Saint-André-de-Vézines (Aveyron)
- Durée totale : 85 minutes
- Couleur : couleur
- Limite d'âge : interdit aux moins de 18 ans en 1978[1] ; interdit aux moins de 16 ans depuis 1990.
- Dates de sortie :
  - France : 5 juillet 1978
  - Allemagne:  22 août 1980

## Distribution
- Marie-Georges Pascal : Élisabeth
- Félix Marten : Paul
- Patrice Valota : Pierre
- Serge Marquand : Lucien, le paysan à la fourche
- Patricia Cartier : Antoinette, la fille du paysan
- Mirella Rancelot : Lucie, l'aveugle
- Paul Bisciglia : Lucas, le fiancé de Lucie
- Brigitte Lahaie : la grande femme blonde
- Michel Herval : Michel, le fiancé d'Élisabeth
- Évelyne Thomas : Brigitte, l'amie d'Élisabeth
- François Pascal : Kowalski, le « malade » du train
- Olivier Rollin : le « malade » au front putréfié
- Jean-Pierre Bouyxou : le « malade » à la faux
- Guillaume Le Vacher : un jeune « malade »
- Raphaël Marongiu : le mort dans le pressoir
- Jean Rollin : un employé de l'exploitation

## Histoire du film
En 1977, Jean-Marc Ghanassia, qui avait financé Lèvres de sang, s'associa avec un homme d'affaires du nom de Claude Guedj pour mettre en chantier un film à grand spectacle inspiré non seulement des films-catastrophes américains qui remportaient un vif succès à cette époque (comme La Tour infernale ou L'Aventure du Poséidon), mais aussi, et surtout, des films de zombies, nouveau genre qui avait été mis à la mode une décennie plus tôt par George Romero avec sa Nuit des morts-vivants et que des cinéastes comme Amando de Ossorio ou Lucio Fulci avaient contribué à populariser. Pour mener à bien leur projet, ils firent appel à Jean Rollin, lequel avait provisoirement renoncé au fantastique après l'échec de Lèvres de sang et ne tournait plus depuis 1975 que de médiocres films pornographiques à visée purement alimentaire. Las de ce type de cinéma qui ne convenait guère à sa personnalité, il accepta spontanément la proposition des deux producteurs, quoique certains de ses aspects ne l'eussent guère enchanté. En effet, Jean Rollin n'appréciait pas du tout le thème des zombies. Ces créatures mécaniques, dépourvues de langage comme de conscience et mues uniquement par des instincts reptiliens le rebutaient profondément, parce que leur absence désolante de sentiments et de psychologie empêchait de concevoir la moindre empathie à leur égard. À ses yeux, elles ne renfermaient pour toutes ces raisons aucune poésie, contrairement aux vampires qui, eux, détenaient une vraie personnalité. En outre, la perspective de se lancer dans le gore ne le séduisait que très peu, car il n'avait jamais aimé filmer des meurtres répugnants ou de la violence gratuite : de telles images lui paraissaient totalement inesthétiques. Plus généralement, Jean Rollin désapprouvait les films d'épouvante cherchant à provoquer chez le spectateur un choc nerveux par la vision de choses abominables, et il préférait de loin les productions sans effusions de sang qui reposaient d'abord sur une ambiance mystérieuse, étrange et inquiétante, comme les films fantastiques américains des années 1930. Cependant, comme la proposition de Guedj et Ghanassia constituait une chance inespérée de s'arracher au ghetto du X et de reconquérir enfin une honorabilité perdue, il y adhéra et accepta de réaliser Les Raisins de la mort.
Conformément à ses habitudes, Rollin revendiqua le droit d'écrire le scénario du film et ses producteurs le lui accordèrent. Toutefois, ils l'obligèrent à concevoir un road-movie et le forcèrent à introduire plusieurs références à La Nuit des morts-vivants. Comme Jean Rollin n'avait aucun goût pour le modèle romérien du zombie, il décida que les créatures fantastiques du film ne seraient pas des cadavres animés, mais des individus bien vivants victimes d'un dangereux produit utilisé inconsidérément pour traiter les vignes. Sous l'effet de ce poison, ils développeraient une sorte de rage accompagnée de nécroses cutanées, qui les pousserait à commettre des meurtres avant de les tuer par dégénérescence du cerveau. Néanmoins, au cours de cette maladie, ils pourraient encore connaître des intervalles de lucidité et découvrir l'horreur de leur état ou de leurs actes. De la sorte, contrairement aux revenants mécaniques de George Romero, les zombies des Raisins de la mort seraient des personnages pathétiques, tiraillés entre leurs pulsions meurtrières et leur volonté d'y résister.
Pour réaliser le film, Claude Guedj et Jean-Marc Ghanassia octroyèrent à Jean Rollin un  budget d'un million de francs, soit une somme nettement supérieure à celles dont il avait l'habitude. Ces ressources relativement importantes lui permirent de recruter, pour interpréter les premiers et même les seconds rôles, des acteurs professionnels jouissant d'un certain renom, comme Marie-Georges Pascal, Félix Marten ou Serge Marquand. Quoique Jean Rollin ne fût guère accoutumé à ce genre de comédiens, le contact passa bien avec eux et ils collaborèrent docilement. Toutefois, pour compléter le casting, Rollin recourut également à ses amis personnels, comme Paul Bisciglia ou Jean-Pierre Bouyxou. Surtout, il eut l'idée originale d'engager sur le tournage Brigitte Lahaie, qu'il avait rencontrée un an plus tôt, en 1976, lors de la réalisation d'un de ses films pornographiques, Vibrations sexuelles. En tournant cette œuvrette, il avait remarqué qu'elle possédait un certain potentiel d'actrice, et c'est pour vérifier cette intuition qui lui confia le rôle de la contaminée apparemment normale, afin de voir ce qu'elle pouvait donner dans un film ordinaire. De fait, Brigitte Lahaie lui donna amplement satisfaction.
Le tournage dura quatre semaines, et il s'effectua surtout sur le causse noir et le causse du Larzac, pendant l'hiver 1977. Pour réaliser la séquence dans l'agglomération peuplée de zombies, l'équipe s'installa dans des villages abandonnés de cette région. Les conditions météorologiques furent globalement difficiles, le froid s'avérant souvent intense à cause de l'altitude, ce qui gêna beaucoup la réalisation de certains plans. Ainsi, lors d'une scène où Brigitte Lahaie devait enlever sa robe et apparaître nue au milieu du village, l'actrice fut incapable d'articuler son texte, tant elle était transie de froid. Il y eut aussi des problèmes de caméras qui ne fonctionnaient plus, où d'effets spéciaux qui échouaient à cause du gel. À ces difficultés s'ajoutèrent de nombreuses frictions entre Jean Rollin et Jean-Marc Ghanassia, qui ne cessait de critiquer les rushs que lui remettait le réalisateur et voulait qu'il insérât une foule de plans complètement inutiles. En dépit de ces multiples contraintes, la réalisation des Raisins de la mort fut finalement menée à bien. Cependant, une fois le métrage terminé, Rollin ne fut pas au bout de ses peines, car le métrage se heurta à une forte hostilité de la part de la commission de contrôle des films. Choqués par la violence de certaines scènes (une décapitation, un meurtre à coup de fourche, etc.), qui était encore assez inhabituelle dans le cinéma français de l'époque, plusieurs de ses membres proposèrent sa relégation dans le circuit X. Néanmoins, la majorité de leurs confrères ne se rallia pas à leur avis et Les Raisins de la mort put sortir dans les salles ordinaires en juillet 1978, agrémenté seulement d'une interdiction aux moins de 18 ans.
Auprès du public, le film obtint un relatif succès à Paris et en province. Selon un témoignage confié par Jean Rollin à son ami Norbert Moutier, il fut diffusé pendant sept semaines d'affilée dans la capitale - même si peu de salles l'accueillirent. De fait, Les Raisins de la mort était beaucoup plus commercial et abordable par le commun des spectateurs que les premiers longs métrages de Rollin comme La Vampire nue ou La Rose de fer. La preuve en fut d'ailleurs que son réalisateur parvint à le projeter dans le cadre de plusieurs festivals de cinéma fantastiques comme ceux de Sitges, de Munich et de Montpellier. Le film fut même exporté en Grande-Bretagne, en Irlande et en Allemagne (où il fut bizarrement rebaptisé Foltermühle der Gefangenen Frauen, c'est-à-dire, littéralement, Prisonnières du moulin des supplices). Néanmoins, dans son pays d'origine, sa violence rebuta une part assez importante de la critique journalistique. Dans un quotidien de l'époque intitulé Le Matin de Paris, un nommé Alain Riou écrivit un article rageur vitupérant contre ses scènes choquantes et son inspiration générale :
"Les Raisins de la mort (...) est une œuvre qui relève de la fessée. Il y a longtemps que l'on n'avait rien vu d'aussi nul, et les comédiens, les techniciens et les producteurs ne sont pas en cause. C'est un film nul par sa pensée, son idée, son écriture. Rollin a cru combler l'absence d'imagination par des effets de grand Guignol à couper l'appétit. Il s'agit, nous dit-on, de dénoncer l'effrayante menace que représente l'usage des pesticides dans l'agriculture en montrant comment le vin fait avec des raisins traités rend fou et tue tous les habitants d'un coin des Corbières. Ça, c'est le dossier de presse qui l'affirme. Dans la réalité, les personnages se bornent à prononcer des dialogues idiots, quand ils ne se décapitent point au cours de séquences débiles."
D'autres critiques en firent autant, même si les avis de journaux comme Le Monde, Le Figaro, Combat ou France-Soir furent au contraire plutôt favorables. De fait, dans l'histoire du cinéma français, Les Raisins de la mort constituait quand même un film assez innovant, parce qu'il s'agissait de la première production gore réalisée dans l'hexagone. Certes, aujourd'hui, les scènes violentes de ce métrage paraissent furtives et, surtout, relativement modérées par rapport à celles d'œuvres récentes comme Trouble Every Day (2001) de Claire Denis ou Haute Tension (2003) d'Alexandre Aja ; cependant, à l'époque de sa sortie, elles pouvaient largement heurter la sensibilité du spectateur moyen, car jamais auparavant on n'avait vu couler autant de sang devant une caméra française, et surtout dans un film fantastique. Au-delà, Les Raisins de la mort fut le premier film de zombies français, plus de trente ans avant La Horde (2009). Néanmoins, en 1919, Abel Gance avait déjà mis en scène des morts-vivants putréfiés et agressifs dans son célèbre J'accuse, mais cette expérience était restée sans lendemain. On peut donc considérer Jean Rollin comme le véritable introducteur du thème moderne du zombie dans le cinéma français.
Au sein de la filmographie de Rollin, Les Raisins de la mort occupe une place assez particulière, car il s'agit surtout d'une œuvre de commande où l'on ne retrouve pas ses thèmes favoris comme les cimetières, les vieux châteaux remplis de mystère et, naturellement, les vampires. L'érotisme y est aussi très peu présent. En vérité, le film ne recèle que deux plans érotiques : celui où le personnage incarné par Brigitte Lahaie enlève sa robe pour faire croire à François et Paul qu'elle n'est pas contaminée (sa peau n'arborant pas de nécroses), et celui où Lucie, la jeune handicapée mentale aveugle, est crucifiée les seins nus sur la porte de sa maison par son fiancé zombifié, lequel la décapite. Autrement, on ne retrouve pas ce goût pour les beautés dénudées qui est si caractéristique des œuvres de Rollin. Il faut y ajouter les nombreuses allusion à La Nuit des morts-vivants imposées par Claude Guedj et Jean-Marc Ghanassia, qui sont légion. Ainsi, la scène où Elisabeth abat le jeune homme au front putréfié qui tente de forcer la portière de sa voiture est une référence à l'un des plans du films de Romero où l'une des héroïnes, Barbara, s'efforce de remettre en marche son automobile tandis qu'un zombie essaie d'y pénétrer. De même, la maison où s'est barricadée le personnage joué par Brigitte Lahaie constitue un hommage à la demeure où se replient les protagonistes de La Nuit des morts-vivants. Quant à la séquence où Brigitte Lahaie, rendue folle par sa zombification, fait exploser le camion de François et Paul, il s'agit d'une reprise presque littérale du passage le plus spectaculaire de l'œuvre de Romero : celui où un camion entouré de zombies s'embrase et explose alors que trois des héros tentent de l'utiliser pour déguerpir. Plus généralement, l'attitude et la gestuelle des contaminés évoquent beaucoup celles des revenants imaginés par le célèbre réalisateur américain, à cette différence près qu'ils restent capables de parler et de recouvrer par moments une certaine lucidité. Cette filiation avec La Nuit des morts-vivants contribua pour une part non négligeable au relatif succès des Raisins de la mort en lui attirant les amateurs de films de zombies, quoique Jean Rollin eût beaucoup insisté sur le fait que son œuvre n'était pas un remake du long métrage de Romero et qu'elle en était même très différente. Il est vrai qu'il réussit à y introduire quelques éléments de son univers personnel. Ainsi, pour créer le personnage de Lucie, il s'inspira de la jeune vampire aveugle et à moitié folle qu'il avait mise en scène dix ans plus tôt dans Le Viol du vampire. D'autre part, au début du film, un plan très bref montre Elisabeth essayant de pénétrer dans un cimetière pour s'y réfugier, alors qu'elle cherche à échapper à l'homme du train. C'est une allusion à un passage de Requiem pour un vampire, durant lequel les héroïnes - également des fugitives - tentent de trouver un abri dans un cimetière rempli de vieilles tombes.
Quoiqu'il ne l'eût pas réconcilié avec la critique, Les Raisins de la mort permit à Rollin de sortir peu à peu du monde des films pornographiques et de revenir à la série B ordinaire. Ce long métrage inaugura pour lui une période constituée surtout de films de commande qui ne s'avérèrent pas toujours heureux sur le plan critique, comme La Nuit des traquées (1980) ou Les Trottoirs de Bangkok (1984). Surtout, en lui conférant le statut de seul réalisateur français capable (pour l'époque) de réaliser un film de zombies, il contribua à l'entraîner en 1980 dans la catastrophique aventure du Lac des morts vivants, un médiocre film gore que la firme Eurociné lui imposa de tourner à la place du metteur en scène espagnol Jess Franco qui venait brutalement d'abandonner le projet. En revanche, ses conséquences furent beaucoup plus heureuses pour Brigitte Lahaie. Quoiqu'elle n'eût pas cru que Les Raisins de la mort lui permettrait de se reconvertir dans le cinéma ordinaire, elle dut se rendre compte qu'elle se trompait. En effet, Jean Rollin apprécia beaucoup sa prestation et il l'engagea par la suite pour jouer le premier rôle dans Fascination puis dans La Nuit des traquées. Même si ces deux films reçurent un accueil critique plutôt défavorable, ils l'aidèrent largement à renoncer au cinéma X et à devenir enfin un véritable actrice.
Aujourd'hui, Les Raisins de la mort reste un film peu connu en dehors du cercles des admirateurs et des détracteurs de Rollin. Toutefois, dans l'histoire du cinéma fantastique, il possède son importance. En effet, c'est l'un des premiers films de zombie dans lequel ces créatures ne sont pas des cadavres ranimés qui s'échappent de morgues ou sortent de leurs tombes, mais des individus bien vivants qui développent, à la suite de l'ingestion d'une substance toxique ou d'une contamination par un virus, une sorte de maladie mêlant la rage et la lèpre. En ce sens, il a annoncé dès 1978 la conception contemporaine du zombie, telle qu'elle apparaît dans des productions récentes comme L'armée des morts (2004) de Zack Snyder, 28 jours plus tard (2002) de Danny Boyle ou encore la série des Resident Evil avec Milla Jovovich. Au-delà de son appartenance au "genre" du film de zombies, Les Raisins de la mort sont aussi une dénonciation de l'agriculture productiviste, avec cet usage massif et désordonné des pesticides. Jean Rollin se rattache ainsi à un thème déjà abordé dans le cinéma fantastique et inscrit son film dans un registre militant, annoncé par le lieu du tournage (La Causse Noir du Larzac) et rappelé par l'évocation  du combat de paysans contre un "camp militaire", écho de la lutte des paysans au Larzac.
Addenda : plus que sa filiation très parcelaire aux films de Zombis , c'est plutot finalement à un autre film de George Romero que pourrait se rattacher le film - The Crazies , dans lequel la population d'une petite ville , victime d'une arme bactériologique tombée par malchance dans les environs , transforme tous ses habitants en foux furieux assoifés de sang . The Crazies sera par ailleurs remaké en 2010 avec succès .

## Éditions en vidéo
À l'instar de beaucoup d'autres films de Jean Rollin, Les Raisins de la mort ont connu en France, avant l'apparition du DVD, plusieurs éditions sous forme de cassettes vidéo. Dès le début des années 1980, la firme Cinéthèque publia le long métrage au sein d'une collection regroupant toutes les œuvres du réalisateur jusqu'à La Nuit des traquées. Par la suite, après 1984, les droits sur la diffusion des Raisins de la mort furent rachetés par une autre société, American Videa, qui édita le film avec une jaquette montrant Lucie, la petite aveugle, crucifiée sur la porte de sa maison, tandis que dans l'angle inférieur gauche de l'image, on apercevait Elisabeth hurlant de terreur. À la charnière des années 1980 et 1990, American Video céda ses droits à la firme Black Editions, qui publia ses propres exemplaires avant de passer le flambeau vers 1995 à la compagnie Film Office. Celle-ci diffusa une dernière fois Les Raisins de la mort en cassette vidéo dans sa collection Collectorror, qui regroupait toutes les productions fantastiques de Jean Rollin en y ajoutant toutefois Killing Car. La jaquette de cette ultime édition était un peu étrange : on y voyait l'affiche du film surmontée d'un grand crâne avec des canines de vampire et encadrée par deux pin-up vêtues de bikinis avec des motifs de chauves-souris.
Après le passage au XXIe siècle, Les Raisins de la mort fut édité pour la première fois en DVD en 2004 par la société LCJ, dans le cadre de sa collection Jean Rollin qui regroupe l'essentiel des œuvres du réalisateur. Pour l'instant, il n'en existe aucune nouvelle édition française, que ce soit en DVD ou en Blu-Ray.